# 다큘라 백작
다큘라 백작 또는 더큘라 백작(Count Duckula)은 영국 스튜디오 코스그로브 홀 프로덕션(Cosgrove Hall Productions)에서 제작하고 템즈 텔레비전(Thames Television)에서 제작한 영국 어린이 애니메이션 코미디 공포 TV 시리즈로, 데인저 마우스의 스핀오프로 더큘라 백작 캐릭터의 초기 버전이 반복되는 악당이었다. 이 작품은 1988년 9월 6일부터 1993년 2월 16일까지 4개 시리즈에 걸쳐 방영되었다. 전체적으로 65개의 에피소드가 제작되었으며 각 에피소드의 길이는 약 22분이다. 모두 영국에서는 DVD로 출시되었으며 북미에서는 첫 번째 시리즈만 출시되었다.
원래 악당인 더큘라 백작의 새 버전이 2015년 데인저 마우스 리부트 시리즈에 등장했지만 착한 더큘라처럼 채식주의자였다.